# Edward Wennerholm
Oscar Edward Wennerholm (22. januar 1890 – 13. marts 1943) var en svensk gymnast som deltog i OL 1912 i Stockholm.
Wennerholm blev olympisk mester i gymnastik under OL 1912 i Stockholm. Han var med på det svenske hold som vandt holdkonkurrencen for hold i svensk system. Hold fra tre nationer var med i konkurrencen, der blev afholdt på Stockholms Stadion. 